# Aguja de ensalmar
La aguja de ensalmar es un instrumento quirúrgico consistente en una aguja recta de 5 a 8 cm de longitud, muy sólida, que tiene en una de sus puntas un ojo bastante grande según la longitud del instrumento y se termina por una punta triangular, puntiaguda y cortante por los lados. 
Los antiguos usaban estas agujas toscas para atravesar o ligar el epiploon y para ligar el cordón de los vasos espermáticos; algunos cirujanos las han hecho ejecutar más pequeñas destinándolas a la sutura ensortijada después de la operación del labio leporino. Más se prefieren a las agujas de ensalmar las agujas para ligadura, aplastadas y semicirculares o las agujitas terminadas en hierro de lanza. 